# تشيستر إلتون
تشيستر إلتون هو متحدث تحفيزي كندي، ولد في 22 سبتمبر 1958 في كندا.